# APNG
Az APNG (Animated Portable Network Graphics) formátum egy nem hivatalos kiegészítése a szabványos PNG formátumnak. A Mozilla Alapítvány fejlesztette ki, az első verziót 2004-ben hozták nyilvánosságra. Egy másik, a PNG formátumból származtatott mód animációk létrehozására a MNG, melyet a PNG fejlesztőcsapata hozott létre. A MNG formátum lényegesen nagyobb lehetőségeket kínál az animációk megvalósítására, viszont hátránya, hogy nem kompatibilis a PNG képekkel. Ezzel szemben az APNG visszafelé kompatibilis a PNG-vel, ami azt jelenti, hogy még az APNG formátumot nem támogató szoftverek is képesek megjeleníteni az animáció első képkockáját. További előnye, hogy kevésbé összetett formátum, ezért könnyebb rá dekódert programozni.

Egy példa PNG animációra. Az APNG formátumot nem támogató böngészőkben csak egy erőteljesen elmosódott Wikipédia-logó jelenik meg. Ezzel szemben a formátumot támogató böngészőkben a kép folyamatosan kitisztul, majd egy másodperces időköz után indul elölről az animáció.

## Támogatás a böngészőkben
A jelenleg elterjedt böngészők közül csak a Mozilla Firefox (3.0+) és az Opera (9.5+) rendelkezik beépített APNG támogatással. Azonban a többi böngészőben is meg lehet valósítani a támogatását JavaScript, esetleg Java vagy más plugin alapú technológia segítségével. Google Chrome böngészőben a Google Chrome Áruház-ban (Store)letölthetünk egy bővítményt melynek neve APNG, és a böngészőbe beépülve leanimálja az APNG képeket.

## Technikai információk
Egy animált PNG fájl struktúrája megegyezik egy szabványos PNG fájl struktúrájával. A különbség mindössze annyi, hogy az APNG deklarál bizonyos új chunkokat az animáció ellenőrzésére:
| Név  | Szerepe a fájlban |
| ---- | --- |
| acTL | Alapvető információk az animációról. Például a képkockák és a lejátszások számát tartalmazza. Minden APNG fájl egy darab acTL chunkot tartalmaz. |
| fcTL | Az egyes képkockákról szóló információkat tartalmazza. Minden egyes animációt alkotó képkocka saját fcTL-vel rendelkezik.                        |
| fdAT | Az egyes képkockákat tartalmazza. A visszafelé kompatibilitás érdekében az első képkocka szabványos IDAT chunkban kap helyet, a többi fdAT-ban.  |

A következő kép azt szemlélteti, milyen módon lehet különálló PNG képekből animált PNG fájlt készíteni:

PNG animáció készítése 3 különálló PNG képből.